# Editorial Gredos
La Editorial Gredos è una casa editrice privata spagnola appartenente dal 2006 al gruppo RBA e con sede a Madrid.  È stata fondata nel 1944 e si dedica alla pubblicazione di libri con particolare riferimento alla filologia ispanica e al mondo greco-latino. Nel 1996 il ministero spagnolo dell'istruzione e della cultura le ha concesso il premio nazionale per il miglior lavoro editoriale culturale come riconoscimento alla sua lunga attività. Nel 2006 la Sociedad Española de Estudios Clásicos le ha assegnato il premio per la promozione e diffusione degli studi classici. Può contare su una lista di titoli di grande prestigio, un catalogo di opere accademiche e di riferimento per un totale di circa 1.400 titoli.